# دیان مورگان
دایان مورگان (زادهٔ ۵ اکتبر ۱۹۷۵) بازیگر، کمدین، مجری تلویزیون و نویسنده انگلیسی است. او بیشتر برای بازی در نقش فیلومنا کانک در برنامه هفتگی چارلی بروکر و در دیگر فیلم‌های شبه‌مستند ، در نقش لیز در سریال کمدی شبکه بی‌بی‌سی دو به نام Motherland و کت در سریال کمدی تاریک نتفلیکس پس از زندگی شناخته می‌شود. او همچنین نویسنده، کارگردان و بازیگر سریال کمدی مندی از شبکه بی‌بی‌سی دو است.

## اوایل زندگی
مورگان در بولتون ، منچستر بزرگ  در ‎۱۳ مهر ۱۳۵۴،  از پدری فیزیوتراپیست و مادری خانه دار  به دنیا آمد. او دارای یک برادر است  او در نزدیکی فارنورث و کییرزلی بزرگ شد و در مدرسه جورج تاملینسون در کییرزلی شرکت کرد. هنگامی که او ۲۰ساله بود، در مدرسه بازیگری 15 شرقی در لاتون تحصیل کرد. او در مصاحبه‌ای در سال ۲۰۲۰ گفت: «چند بازیگر در خانواده پدری ام حضور داشتند: جولی گودیر ، فرانک فینلی و جک وایلد . چه سلسله ای ما مثل ردگریوز هستیم جولی در واقع شمه‌ای از مندیز دارد. شاید بتوانم او را به عنوان مادر مندی انتخاب کنم." 

## زندگی شخصی
مورگان در منطقه بلومزبری لندن با دوست پسرش بن کودل تهیه کننده کمدی بی‌بی‌سی زندگی می کند.

## لینک های خارجی
- نمایه در وب سایت نماینده
- دیان مورگان در IMDB
- دیان مورگان در راهنمای کمدی بریتانیایی